# Monográfico (revista)
Monografico (luego Monografico.net y actualmente con su nombre original) es una revista de humor gráfico y literario publicada en España desde 1987 por el burgalés Luan Mart. 
Se autoproclama "Guía de viaje gratuita, ecológica y coleccionable", y empezó en forma de fanzine totalmente amateur para irse profesionalizando con el tiempo.
De periodicidad bimestral, se distribuye de forma gratuita en bares y tiendas especializadas, autofinanciada con publicidad de esos mismos locales.
En ella colaboran o han colaborado Ata,  Ops, El Roto, Javier Corcobado, Miguel Brieva, Juan Manuel de Prada, Álvarez Rabo, El Listo, Fernando Arrabal, Kalvellido, Giner, Kapreles, Eneko, Ana Elena Pena, Darío Adanti, Langer, Roger, Liniers, María Pulido, Paco Alcázar, Miguel Noguera, Alcalofo, Molg H, Miguel Ángel Martín, Ray Loriga, Natxo Allende, Sandra Uve, Furillo, Lucía Etxebarria, Leopoldo María Panero, Calpurnio, Cifré, Antonio Escohotado, entre otros.